# Enlisted (videójáték)
Az Enlisted egy ingyenes, csapat alapú, többjátékos, taktikai, első személyű lövöldözős játék, amelyet a Darkflow Software fejlesztett és a Gaijin Entertainment adott ki. A játék a második világháború idején játszódik, és a háború minden frontján vívott főbb csaták körül forog. Xbox Series X/S indulási cím és időzített konzol exkluzív cím volt. A zárt béta 2021. március 2-án indult el PlayStation 5-re. A játék  2021. április 8-án a nyílt bétatesztként jelent meg PC-n.

## Játékmenet
Az Enlisted csapatalapú, minden játékos egy gyalogos osztagot vagy egy jármű legénységét irányítja. A játékosok egy 3–9 katonából álló osztagot irányítanak (amelyet az adott hadsereg egy valós hadosztálya képvisel, például az 1. gyalogsági hadosztály), különböző osztályokra sorolva, és olyan osztályhoz kötött fegyverekkel felszerleve, mint puskák, géppisztolyok, géppuskák, mesterlövészpuskák, aknavetők, páncéltörő fegyverek vagy lángszórók; alternatívaként a játékosok egy tank vagy egy vadászrepülőgép legénységét is irányíthatják (a menüben mindig legalább az egyik legénységnek fel kell legyen szerelve). A játékosok irányítják az osztaguk egyik katonáját, és parancsokat adhatnak az osztagukban lévő többi AI-katonának, illetve válthatnak közöttük. A játékos osztagait, katonáit, fegyverzetét a főmenüben lehet kezelni, ahol az osztagok felszerelhetők és fejleszthetők, katonákat és fegyvereket lehet vásárolni, játékmódok és hadjáratok válthatók, valamint a játék számos egyéb aspektusa testreszabható, ill. ellenőrzött.
A játékosok nagyméretű térképeken harcolnak, amelyek a második világháború főbb csatáin alapulnak a keleti fronton, a nyugati fronton és a csendes-óceáni színtéren. A játékosok két csapatra oszlanak, amelyek a szövetségeseket (Vörös Hadsereg, Egyesült Államok Hadserege, Egyesült Államok Tengerészgyalogsága, Brit Hadsereg, Szabad Francia Erők, Új-Zélandi Hadsereg) és a tengelyhatalmakat (Wehrmacht, Olasz Királyi Hadsereg, Japán Császári Hadsereg, Román Fegyveres Erők) képviselik. A konkrétan használt frakciók az adott térkép függvényei. A játék hat kampányt tartalmaz: Moszkvai csata, normandiai invázió, tunéziai csata, berlini csata, sztálingrádi csata és a csendes-óceáni háború.

### Meccskeresési lehetőségek
- Squads – Standard alapértelmezett meccskeresés, ahol a játékosok a teljes csapatukkal spawnolnak.
- Lone Fighters – Módosított meccskeresés, ahol a játékosok nem az osztagukkal spawnolnak; ehelyett a játékos kiválasztja az egyes katonákat az osztagából, akikkel spawnolni szeretne. Ha egy katonát megölnek, a mérkőzés hátralévő részében nem lesz elérhető, és egy másik katonát kell választani; ennek ellensúlyozására a spawn számok megnövekednek. Ebben a módban a HUD nagy része el van rejtve. Feloldható a kampány 3. szintjén.

Az egyjátékos oktatószintek az alapvető játékmenethez, a tankokhoz, repülőgépekhez és mérnökökhöz is rendelkezésre állnak, valamint egy lőtér, amely a játékban található összes fegyvert tartalmazza.

### Játék módok
- Hódítás – Mindkét csapat három (a "Berlini csata" esetében öt) ellenőrzőpont ellenőrzéséért küzd egy térképen. Mindkét csapatot egy-egy színes sáv képviseli, amely addig fogy, amíg az ellenséges csapat két vagy több pontot ellenőriz. A mérkőzés akkor ér véget, amikor az egyik csapat sávja teljesen lemerül.
- Invázió – Az egyik csapat megpróbál elfoglalni egy nagy térképen öt ellenőrzőpontból álló helyet, míg a másik csapat megpróbálja megvédeni az egyes pontokat. Az egyes pontokat egymás után játsszák le; ha a védők elveszítenek egy pontot, vissza kell vonulniuk a következő pontra. A támadók 1000 respawnra vannak korlátozva (beleértve az AI katonákat is). További respawnokat lehet szerezni az ellenőrző pontok elfoglalásával vagy bizonyos pályákon a léggömbök lelövésével. A mérkőzés akkor ér véget, amikor vagy a támadóknak elfogynak a respawnjaik, vagy a védők elveszítik az összes ellenőrzőpontjukat.
- Roham – Az egyik csapatnak egy sor ellenőrző pontot kell megvédenie a másik csapattól. A továbbjutáshoz azonban egyszerre két pontot kell elfoglalni, és a pontokat bármelyik csapat elfoglalhatja, így a védekező csapat feltartóztathatja az ellenséget vagy visszaszoríthatja.
- Megsemmisítés – Az egyik csapatnak egy sor ellenőrző pontot kell megvédenie a másik csapattól. Ahelyett azonban, hogy a hagyományos ellenőrző pontokat kellene elfoglalni, a támadó csapatnak robbanóanyagokat kell elhelyeznie minden egyes ponton, és el kell pusztítania azokat, hogy szabotálja az ellenséget. Ezeket a robbanóanyagokat az ellenség eltávolíthatja, így a támadóknak meg kell védeniük a robbanóanyagokat, miután azokat elhelyezték.
- Páncélvonat kíséret – Az egyik csapatnak egy páncélvonatot kell átkísérnie két állomáson, míg a másik csapatnak meg kell állítania őket. Ahogy a vonat halad, a respawn zónák és a célok változnak.
- Konfrontáció – Mindkét csapat egy sor ellenőrző pont vezérléséért küzd. Minden egyes pontot egymás után játszanak le, és a frontvonal minden egyes elfoglalt ponttal változik; azonban mindkét csapat támadásban van, és visszaszerezheti az elvesztett pontokat. A mérkőzés akkor ér véget, ha valamelyik csapat kifogy a respawnokból, vagy elveszíti az összes ellenőrzőpontját.

## Fejlesztés
A Gaijin Entertainment és a Darkflow Software először 2016-ban jelentette be a játékot, mint crowdfundingos címet. Két kampányt jelentettek be, amelyek a moszkvai csatára és a normandiai invázióra összpontosítottak. A játékot úgy hirdették, mint egy "a rajongók által a rajongók számára eldöntött first person shootert", és hogy "közvetlen beleszólásuk lesz abba, amit létrehozunk, beleértve olyan dolgokat, mint a kampányok, játékmódok, még azt is, hogy a PC után milyen platformokat fogunk támogatni"; további kampányokat is feloldanak, ha a játék finanszírozási céljai teljesülnek. A legmagasabb szintű finanszírozási szintek lehetővé tennék a támogatók számára, hogy kiválasszák, melyik kampány kerüljön be a következőbe.
Az első nyilvános játéktesztre 2020 áprilisában került sor PC-n. 2020 novemberében a játékba bekerült a ray-traced global illumination és a DLSS. 2021. május 20-án nyilvános bétateszt keretében részben megjelent a Battle of Berlin kampány.

## Kiadás
A Microsoft a 2018-as E3-on megerősítette, hogy a játék megjelenik az Xbox-ra, és az Xbox Game Preview része lesz az adott évben. Az első nyilvános játéktesztre 2020 áprilisában került sor PC-n, és ugyanezen év októberében a Microsoft bejelentette, hogy az Enlisted az Xbox Series X/S launch lineup része lesz, és időzített konzol-exkluzív. A zárt béta 2021. március 2-án indult el PlayStation 5-ön. Az Nvidia megerősítette a játék PC-s megjelenését. 2021. április 8-án a játék nyílt bétatesztként jelent meg PC-n. 2021. október 4-én jelent meg az Enlisted PlayStation 4-re és Xbox One-ra, bár csak a moszkvai, a normandiai és a tunéziai kampányt tartalmazta.
Mind a hat kampány megjelent PS4/PS5-re, Xbox One/X/S-re és PC-re.

## Fogadtatás
Az XboxEra 5/10-es értékelést adott az Enlistednek, mondván, hogy a játék legjobb elemei "közepesek", a legrosszabbak pedig "igazán borzalmasak". Az XboxEra dicsérte a fegyverek kezelését, de kritizálta a játék kényelmetlen irányítását, az általános hangsávot és a gyenge teljesítményt. Súlyos kritikát kapott a játék lassú játékosfejlődési rendszere, amelyben minden egyes elemet külön-külön kell megvásárolni minden egyes katona számára az egyes osztagokban, a rendszert pay-to-win-nek nevezték.
A Penny Arcade kritikája dicsérte az Enlisted-et, "abszolút robbanásnak" és "a legjobb második világháborús lövöldözős játéknak" nevezve, dicsérve a játék "Mátrix" stílusú találkozásait, ahol lehet, hogy meghalsz valakinek, csak azért, hogy egy másik testben térj magadhoz".

## Fordítás
Ez a szócikk részben vagy egészben  az   Enlisted (video game) című angol Wikipédia-szócikk ezen változatának fordításán alapul.  Az eredeti cikk szerkesztőit annak laptörténete sorolja fel. Ez a jelzés csupán a megfogalmazás eredetét és a szerzői jogokat jelzi, nem szolgál a cikkben szereplő információk forrásmegjelöléseként.